# 漫才ギャング
『漫才ギャング』（まんざいギャング）は、お笑い芸人の品川祐（ペンネーム：品川ヒロシ）作による、日本の小説。2011年3月に映画化された。
リトルモアから刊行され、鈴木大がカバーイラストを担当した。

## あらすじ
コンビ結成10年目を迎える売れない漫才コンビでボケとネタ作りを担当する飛夫は、相方から解散を告げられる。やけ酒を飲みトラブルに巻き込まれ留置場に入った飛夫は、そこで全身タトゥーの不良、龍平に出会う。龍平と少しずつ会話するなかで、彼のツッコミの才能に気付いた飛夫がコンビ結成を申し込むと、意外にも龍平は承諾する。

## 映画
2011年3月19日に公開された、作者の品川が自ら監督・脚本を務めた、自身の原作による『ドロップ』に次ぐ2作目の監督作品。佐藤隆太と上地雄輔のW主演。主題歌はSuperflyが担当し、劇中歌は遊助が担当した。
東北地方太平洋沖地震の影響で休館や営業時間短縮もあり、全体の興行収入も落ち込んでいる中、全国192スクリーンで公開し、2011年3月19、20日初日2日間で興収は興収8,600万4,500円、動員は6万8,206人、初日3日間で興収興収1億3,912万8,600円、動員11万934人になり、映画観客動員ランキング（興行通信社調べ）で初登場第8位となった。角川シネマ有楽町と大阪の梅田ブルク7となんばパークスシネマで行われた舞台あいさつ上映回と初回終了後に行われた募金の合計225万5,228円が日本赤十字社を通じて義援金として寄付されており、沖縄国際映画祭でのプレミア上映では、被災地での無料上映会も検討していると語っている。

### キャスト
- 黒沢飛夫 - 佐藤隆太
- 鬼塚龍平 - 上地雄輔
- 宮崎由美子 - 石原さとみ
- 石井保 - 綾部祐二（ピース）
- 金井 - 宮川大輔
- 成宮寛貴
- 佐山 - 金子ノブアキ
- 大島美幸（森三中）
- 岩崎 - 大悟（千鳥）
- デブタク - 西代洋（ミサイルマン）
- 河本準一（次長課長）
- フルーツポンチ（亘健太郎・村上健志）
- 藤森慎吾（オリエンタルラジオ）
- 小淵川 - 秋山竜次（ロバート）
- 河原 - 長原成樹
- 城川 - 新井浩文
- 門倉 - 笹野高史

### スタッフ
- 監督・原作・脚本 - 品川ヒロシ
- 主題歌 - Superfly「Beep!!」（ワーナーミュージック・ジャパン）
- 挿入歌 - 遊助「俺なりのラブソング」（Sony Music Records）
- 撮影 - 北信康
- 照明 - 渡辺嘉
- 録音 - 鶴巻仁
- 美術 - 相馬直樹
- 編集 - 須永弘志
- アクション - 諸鍛冶裕太
- 監督補 - 西山太郎
- スチール - 松木修
- 企画協力 - リトルモア
- 特別協力 - サンライズ、バンダイホビー事業部、角川書店
- 制作プロダクション / 配給 - 角川映画
- 製作 - 「漫才ギャング」製作委員会（角川映画、吉本興業、テレビ朝日、ケイファクトリー、イーコンセプト、朝日放送、メ〜テレ、九州朝日放送、北海道テレビ放送、広島ホームテレビ）

### 公式ビジュアルブック
- 漫才ギャング 公式ビジュアルブック（2011年3月4日、角川グループパブリッシング）ISBN 978-4048954228

## 漫画版
『ヤングエース』（角川書店）2010年10月号より2011年8月号まで、阿部潤の作画による漫画が連載された。

## 舞台
『漫才ギャング -リローデッド-』のタイトルで、2023年5月 - 6月に東京・銀座博品館劇場、大阪・COOL JAPAN PARK OSAKAで上演予定。主演は馬場良馬と菅田琳寧。演出はマギー、脚本は岩崎う大。

### キャスト
- 飛夫 - 馬場良馬
- 龍平 - 菅田琳寧（7 MEN 侍 / ジャニーズJr.）
- 夏目愛海
- 富田麻帆
- 木村優良
- 碕理人
- 大崎捺希
- もりももこ
- 児玉智洋（サルゴリラ）
- 宮下雄也
- 坂田聡

### スタッフ
- 原作 - 品川ヒロシ「漫才ギャング」
- 脚本 - 岩崎う大（かもめんたる）
- 演出 - マギー（ジョビジョバ）